# Route nationale 94b
La route nationale 94B, ou RN 94B, est une ancienne route nationale française reliant Pont-la-Dame à Veynes.
Elle a été déclassée en RD 994B à la suite de la réforme de 1972, avec effet au 1er avril 1973.

## Tracé
- Pont-la-Dame, commune d'Aspres-sur-Buëch
- Veynes